# Горелкин, Виктор Викторович
Виктор Викторович Горелкин (1954 — 2004) — советский и российский тренер по лыжным гонкам. Заслуженный тренер России.

## Биография
Родился в 1954 году. Выступал в соревнованиях по лыжным гонкам различных масштабов за ДСО «Трудовые резервы». Входил в сборную Ленинграда в 1973—1979 гг. Был неоднократным чемпионом и призёром чемпионатов Ленинграда и чемпионатов спортивного общества «Трудовые резервы». В 1976 году выполнил норматив Мастера спорта СССР. Тренировался у известного тренера Вадима Павловича Анучина.
В 1978 году окончил Институт физкультуры им. Лесгафта. В течение нескольких десятилетий занимался тренерской деятельностью. В 1974—1980 гг. — старший тренер ДСО «Трудовые резервы». В 1980—1989 гг. — тренер, старший тренер Школы высшего спортивного мастерства Ленинграда. В 1989—1996 гг. — тренер сборной Ленинграда (Санкт-Петербурга) по лыжным гонкам.
В 1994 году за свои успехи на тренерском поприще Виктор Викторович был удостоен почётного звания «Заслуженный тренер России». Под его руководством проходили спортивную подготовку многократная олимпийская чемпионка и чемпионка мира по лыжным гонкам Н. Гаврылюк, чемпионы России А. Воробьёв, В. Плотникова и другие выдающиеся спортсмены.
Скончался в 2004 году, похоронен во Владимирской области.